# Košarkarski klub Olimpija 2010-2011
Questa voce raccoglie le informazioni riguardanti il Košarkarski klub Union Olimpija nelle competizioni ufficiali della stagione 2010-2011.

## Stagione
La stagione 2010-2011 del Košarkarski klub Union Olimpija è la 20ª nel massimo campionato sloveno di pallacanestro, la 1. A slovenska košarkarska liga.

## Roster
Aggiornato al 9 gennaio 2023.
| Union Olimpija Lubiana 2010-11 | Union Olimpija Lubiana 2010-11 |
| Giocatori                      | Staff tecnico                  |
| ------------------------------ | ------------------------------ |

| N. | Naz.                                                | Ruolo | Nome              | Anno | Alt.   | Peso   |  |
| -- | --------------------------------------------------- | ----- | ----------------- | ---- | ------ | ------ |  |
| 4  | Slovenia (bandiera)                                 | P     | Jan Špan          | 1992 | 186 cm | 80 kg  |  |
| 5  | Stati Uniti (bandiera)                              | P     | Marque Perry      | 1981 | 185 cm | 84 kg  |  |
| 6  | Macedonia del Nord (bandiera) · Slovenia (bandiera) | P     | Vlado Ilievski    | 1980 | 188 cm | 82 kg  |  |
| 7  | Georgia (bandiera) · Slovenia (bandiera)            | AG    | Vladimer Boisa    | 1981 | 205 cm | 103 kg |  |
| 8  | Nigeria (bandiera)                                  | C     | Aloysius Anagonye | 1981 | 203 cm | 116 kg |  |
| 9  | Stati Uniti (bandiera)                              | AP    | Kenny Gregory     | 1978 | 196 cm | 94 kg  |  |
| 10 | Finlandia (bandiera)                                | GA    | Sasu Salin        | 1990 | 190 cm | 86 kg  |  |
| 11 | Slovenia (bandiera)                                 | A     | Dino Murić        | 1990 | 200 cm |        |  |
| 12 | Slovenia (bandiera)                                 | AG    | Goran Jagodnik    | 1974 | 202 cm | 104 kg |  |
| 16 | Georgia (bandiera)                                  | C     | Giorgi Shermadini | 1989 | 216 cm | 120 kg |  |
| 18 | Slovenia (bandiera)                                 | G     | Jaka Klobučar     | 1987 | 198 cm | 88 kg  |  |
| 21 | Stati Uniti (bandiera)                              | AC    | Kevinn Pinkney    | 1983 | 208 cm | 110 kg |  |
| 22 | Croazia (bandiera)                                  | AC    | Damir Markota     | 1985 | 208 cm | 102 kg |  |
| 23 | Montenegro (bandiera)                               | AP    | Suad Šehović      | 1987 | 197 cm | 97 kg  |  |
| 24 | Lettonia (bandiera)                                 | AG    | Dāvis Bertāns     | 1992 | 207 cm | 102 kg |  |
| 25 | Slovenia (bandiera)                                 | PG    | Klemen Lorbek     | 1988 | 198 cm | 95 kg  |  |
| 26 | Serbia (bandiera)                                   | C     | Dejan Radojević   | 1990 | 213 cm |        |  |
| 31 | Slovenia (bandiera)                                 | G     | Sašo Ožbolt (C)   | 1981 | 188 cm | 85 kg  |  |
| 33 | Slovenia (bandiera)                                 | G     | Samo Udrih        | 1979 | 195 cm | 93 kg  |  |
| 40 | Croazia (bandiera)                                  | AP    | Zoran Vrkić       | 1987 | 200 cm |        |  |
| -  | Polonia (bandiera)                                  | C     | Tomasz Nowakowski | 1990 | 209 cm |        |  |

| Allenatore                                                                               |
| - Jure Zdovc (fino al 22 aprile) - Miro Alilović (dal 22 aprile)                         |
| Assistente/i                                                                             |
| - Miro Alilović (fino al 22 aprile) Legenda - (C) Capitano - (IN) Inattivo - Infortunato |

## Mercato

### Sessione estiva
| Acquisti | Acquisti          | Acquisti         | Acquisti   | Acquisti |
| R.       | Nome              | da               | Modalità   |          |
| -------- | ----------------- | ---------------- | ---------- | -------- |
| P        | Marque Perry      | Beşiktaş         | definitivo |          |
| AP       | Kenny Gregory     | PAOK Salonicco   | definitivo |          |
| AG       | Goran Jagodnik    | Hemofarm Vršac   | definitivo |          |
| GA       | Sasu Salin        | Espoon Honka     | definitivo |          |
| G        | Suad Šehović      | Bosna            | definitivo |          |
| AC       | Kevinn Pinkney    | H. Gerusalemme   | definitivo |          |
| A        | Dino Murić        | Parklji Lubiana  | definitivo |          |
| C        | Aloysius Anagonye | Atapuerca Burgos | definitivo |          |
| AG       | Vladimer Boisa    | Zara             | definitivo |          |
| AC       | Damir Markota     | Bilbao Berri     | definitivo |          |
| AP       | Zoran Vrkić       | Spalato          | definitivo |          |
| PG       | Klemen Lorbek     | Helios Domžale   | definitivo |          |
| C        | Giorgi Shermadini | Panathīnaïkos    | prestito   |          |

| Cessioni | Cessioni          | Cessioni             | Cessioni       | Cessioni |
| R.       | Nome              | a                    | Modalità       |          |
| -------- | ----------------- | -------------------- | -------------- | -------- |
| AG       | Stipe Modrić      | Włocławek            | fine contratto |          |
| P        | Dušan Đorđević    | Krka Novo mesto      | fine contratto |          |
| C        | Edin Bavčić       | N.B. Brindisi        | fine contratto |          |
| G        | Jaka Klobučar     | Partizan             | fine contratto |          |
| GA       | Paweł Kikowski    | Trefl Sopot          | fine contratto |          |
| C        | Jure Lalić        | Cibona Zagabria      | fine contratto |          |
| G        | Milorad Šutulović | Primorje Herceg Novi | fine contratto |          |
| G        | Luka Vončina      | Charlotte 49ers      | fine contratto |          |
| C        | Gëzim Morina      | Škofja Loka          | prestito       |          |

### Dopo l'inizio della stagione
| Acquisti | Acquisti      | Acquisti    | Acquisti         | Acquisti   |
| R.       | Nome          | da          | Data             | Modalità   |
| -------- | ------------- | ----------- | ---------------- | ---------- |
| AG       | Dāvis Bertāns | Barons Rīga | 14 novembre 2010 | definitivo |
| G        | Samo Udrih    | Panellīnios | 9 febbraio 2011  | definitivo |
| G        | Jaka Klobučar | Partizan    | 17 marzo 2011    | definitivo |

| Cessioni | Cessioni       | Cessioni           | Cessioni         | Cessioni    |
| R.       | Nome           | a                  | Data             | Modalità    |
| -------- | -------------- | ------------------ | ---------------- | ----------- |
| AP       | Zoran Vrkić    | Free agent         | 26 novembre 2010 | rescissione |
| PG       | Klemen Lorbek  | Slovan Lubiana     | 4 febbraio 2011  | rescissione |
| P        | Marque Perry   | Ural Ekaterinburg  | 8 febbraio 2011  | rescissione |
| AC       | Kevinn Pinkney | Enisey Krasnojarsk | 28 febbraio 2011 | rescissione |
| AP       | Suad Šehović   | Free agent         | 16 marzo 2011    | rescissione |